# 북보르네오
북보르네오는 영국령 북보르네오 특허 회사가 1882년부터 1941년까지 통치한 오늘날의 사바 주 지역의 옛 이름이다. 1942년부터 1945년까지는 일본제국군에 의해 점령당했으며, 1945년 호주군에 의해 탈환되었다. 1946년부터 1963년까지, 북보르네오는 대영제국의 식민지로 있었고, 이 당시는 영국령 북보르네오로 알려져 있었다. 보르네오섬의 북동부에 위치하며 보르네오의 최북단에 해당한다. 오늘날의 사바 주 뿐 아니라 1984년에 분리된 라부안도 관할하였다.

## 같이 보기
- 술루 술탄국
- 북보르네오 분쟁